# Miss Tocantins 2012
Miss Tocantins 2012 foi a 21ª edição do tradicional concurso de beleza feminina de Miss Tocantins, esta edição mandou a melhor tocantinense para a disputa de Miss Brasil 2012, único caminho para o Miss Universo. Com a participação de dezenove (19) candidatas, o título foi conquistado pela gaúcha radicada em Palmas - porém representante da longíqua Almas - Viviane de Moura Fragoso, coroada pela detentora do título estadual do ano passado, Suymara Barreto Parreira.
O evento foi realizado com bastante antecedência no Kactus Beer House pelos promoters Fernando Ferreira e Alziro Freitas, e ainda teve a participação do ex-BBB Kadu Parga.

## Resultados

### Colocações
| Posição    | Município e Candidata                              |
| Vencedora  | - Almas - Viviane Fragoso                          |
| 2º. Lugar  | - Porto Nacional - Jacy Santos                     |
| 3º. Lugar  | - Gurupi - Carolina Braga                          |
| Finalistas | - Dueré - Ana Angélica Lopes - Lagoa da Confusão - |

### Prêmio Especial
Eleita pelas próprias candidatas participantes:
| Prêmio        | Município e Candidata          |
| Miss Simpatia | - Porto Nacional - Jacy Santos |

## Candidatas
Disputaram o título este ano:
- Almas - Viviane Fragoso[10]
- Dueré - Ana Angélica Lopes
- Gurupi - Carolina Braga
- Lagoa da Confusão -
- Paraíso - Priscylla Marques
- Porto Nacional - Jacy Santos

## Crossovers
Candidatas em outros concursos:

### Estadual
Miss Tocantins
- 2010: Gurupi - Carolina Braga (3º. Lugar)
  - (Representando o município de Paraíso do Tocantins)